# Przemysłowy Związek Donbasu
Przemysłowy Związek Donbasu (ukr. Індустріальний союз Донбасу) jest jednym z największych przedsiębiorstw Ukrainy, które posiada pakiety akcji ponad 40 przemysłowych przedsiębiorstw na Ukrainie (w obwodzie donieckim, ługańskim, dniepropetrowskim) i na Węgrzech.
ISD został założony w grudniu 1995 roku. Największymi akcjonariuszami korporacji byli Serhij Taruta i Witalij Hajduk. Swój pierwszy kapitał korporacja zdobyła dostarczając gaz przedsiębiorstwom w obwodzie donieckim w połowie lat 90. Wtedy ISD działał wykorzystując wkłady swego współwłaściciela Witalija Hajduka, który był zastępcą przewodniczącego Donieckiej Rady Obwodowej.
Podstawę korporacji stanowią przedsiębiorstwa czarnej metalurgii i przedsiębiorstwa budowy maszyn ciężkich. Działalność przedsiębiorstwa skierowana jest na produkcję stali, stalowych rur, koksu, maszyn dla czarnej metalurgii i koksochemii. Korporacja jest także ważnym handlowcem na rynku produkcji metali, węgla i gazu ziemnego.
Największymi przedsiębiorstwami kompanii są Huta Ałczewska, Ałczewski Kombinat Koksochemiczny, Huta Dniepropietrowska, Huta Dunaferr. W przeszłości posiadała również Stocznię Gdańską i Hutę Częstochowa.
ISD produkuje rocznie 9,2 mln ton stali. W 2005 roku dochód korporacji stanowił 4,5 mld dolarów, chociaż czysty dochód wynosił 390 mln dolarów. Siedzibą ISD jest Donieck.
Na początku 2010 roku pakiet kontrolny akcji Przemysłowego Związku Donbasu nabyty został przez rosyjskie koncerny Evraz Group i Metalloinvest.